# Abgeordnetenhauswahl in Tschechien 2002
- KSČM: 41
- ČSSD: 70
- KDU: 31
- ODS: 58

Die Abgeordnetenhauswahl in Tschechien 2002 fand am 14. und 15. Juni 2002 statt. Bei der Wahl wurden die Mitglieder des Abgeordnetenhauses neu bestimmt.

## Wahlsystem
Das Abgeordnetenhaus wurde nach dem Verhältniswahlverfahren gewählt. Es gab eine Sperrklausel von 5 %. Die Legislaturperiode betrug 4 Jahre.

## Teilnehmende Parteien
Zur Wahl traten insgesamt 29 verschiedene Parteien an.

## Wahlergebnis

Gewinner nach Region:
Tschechische Sozialdemokratische Partei
Demokratische Bürgerpartei

Sieger der Wahl war die Tschechische Sozialdemokratische Partei (ČSSD) mit leichten Stimmenverlusten. Die Demokratische Bürgerpartei (ODS) konnte sich weiterhin als zweitstärkste Kraft behaupten, musste aber ebenfalls leichte Verluste hinnehmen. Den größten Stimmenzuwachs mit 7,48 % konnte die Kommunistische Partei Böhmens und Mährens (KSČM) verzeichnen und war mit insgesamt 18,51 % weiterhin drittstärkste Partei im Abgeordnetenhaus. Die Christdemokratische Volkspartei (KDU-ČSL) trat zur Wahl in einer Koalition mit der Freiheitsunion – Demokratische Union (US-DEU) an und holte 14,27 % der abgegebenen Stimmen. Damit blieb die Koalition hinter der Summe der Ergebnisse zurück, die die drei Parteien 1998 separat eingefahren hatten.
Die Wahlbeteiligung erreichte mit 58 Prozent einen Tiefpunkt.
Im Anschluss wurde die Regierung Vladimír Špidla gebildet.
| Partei                                  | Partei                                                                             | Stimmen   | Stimmen | Stimmen | Sitze  | Sitze |
| Partei                                  | Partei                                                                             | Anzahl    | %       | +/−     | Anzahl | +/−   |
| --------------------------------------- | ---------------------------------------------------------------------------------- | --------- | ------- | ------- | ------ | ----- |
|                                         | Tschechische Sozialdemokratische Partei (ČSSD)                                     | 1.440.279 | 30,20   | −2,11   | 70     | −4    |
|                                         | Demokratische Bürgerpartei (ODS)                                                   | 1.166.975 | 24,47   | −3,27   | 58     | −5    |
|                                         | Kommunistische Partei Böhmens und Mährens (KSČM)                                   | 882.653   | 18,51   | +7,48   | 41     | +17   |
|                                         | Koalition KDU-ČSL und US-DEU                                                       | 680.671   | 14,27   | −4,76   | 31     | −8    |
|                                         | Vereinigung unabhängiger Kandidaten (SNK)                                          | 132.699   | 2,78    | Neu     | —      | Neu   |
|                                         | Partei der Grünen (SZ)                                                             | 112.929   | 2,36    | +1,24   | —      | —     |
|                                         | Koalition für die Republik – Republikanische Partei der Tschechoslowakei (SPR-RSČ) | 46.325    | 0,97    | −2,93   | —      | —     |
|                                         | Ländliche Partei – Vereinte Bürgermacht (SV SOS)                                   | 41.773    | 0,87    | Neu     | —      | Neu   |
|                                         | Partei für ein sicheres Leben (SŽJ)                                                | 41.404    | 0,86    | Neu     | —      | Neu   |
|                                         | Tschechische Nationalsoziale Partei (ČSNS)                                         | 38.655    | 0,81    | +0,52   | —      | —     |
|                                         | Hoffnung (N)                                                                       | 29.955    | 0,62    | Neu     | —      | Neu   |
|                                         | Rechter Block (PB)                                                                 | 28.163    | 0,59    | Neu     | —      | Neu   |
|                                         | Demokratische Bürgerallianz (ODA)                                                  | 24.278    | 0,50    | Neu     | —      | Neu   |
|                                         | Wahl für die Zukunft (VPB)                                                         | 16.730    | 0,35    | Neu     | —      | Neu   |
|                                         | Weg der Veränderung (CZ)                                                           | 13.169    | 0,27    | Neu     | —      | Neu   |
|                                         | Mährische demokratische Partei (MoDS)                                              | 12.957    | 0,27    | −0,10   | —      | —     |
|                                         | Partei der Vernunft (SZR)                                                          | 10.849    | 0,22    | Neu     | —      | Neu   |
|                                         | Vytváření Akce za zrušení Senátu a proti vytunelování důchodových fondů (AZSD)     | 9.637     | 0,20    | Neu     | —      | Neu   |
|                                         | Balbíns poetische Partei (BPS)                                                     | 9.287     | 0,19    | Neu     | —      | Neu   |
|                                         | Humanistische Allianz (H.A.)                                                       | 8.461     | 0,17    | Neu     | —      | Neu   |
|                                         | Republikaner (REP)                                                                 | 6.786     | 0,14    | Neu     | —      | Neu   |
|                                         | Nationaldemokratische Partei (NDS)                                                 | 5.532     | 0,11    | Neu     | —      | Neu   |
|                                         | Demokratische Liga (DL)                                                            | 4.059     | 0,08    | Neu     | —      | Neu   |
|                                         | Tschechische Rechte (ČP)                                                           | 2.041     | 0,04    | Neu     | —      | Neu   |
|                                         | Tschechische Sozialdemokratische Bewegung (ČSDH)                                   | 602       | 0,01    | Neu     | —      | Neu   |
|                                         | Roma-Bürgerinitiative der Tschechischen Republik (ROIČR)                           | 523       | 0,01    | Neu     | —      | Neu   |
|                                         | Partei des Demokratischen Sozialismus (SDS)                                        | 475       | 0,00    | Neu     | —      | Neu   |
|                                         | Neue Bewegung (NH)                                                                 | 139       | 0,00    | Neu     | —      | Neu   |
| Gesamt                                  | Gesamt                                                                             | 4.768.006 | 100,00  |         | 200    |       |
| Gültige Stimmen                         | Gültige Stimmen                                                                    | 4.768.006 | 99,56   | −0,02   |        |       |
| Ungültige Stimmen                       | Ungültige Stimmen                                                                  | 21.139    | 0,44    | +0,02   |        |       |
| Wahlbeteiligung                         | Wahlbeteiligung                                                                    | 4.789.145 | 58,00   | −16,03  |        |       |
| Nichtwähler                             | Nichtwähler                                                                        | 3.475.339 | 42,00   | +16,03  |        |       |
| Wahlberechtigte                         | Wahlberechtigte                                                                    | 8.264.484 |         |         |        |       |
| Quelle: Tschechisches Statistisches Amt |                                                                                    |           |         |         |        |       |